# انریکه رگوئیفروس
انریکه رگوئیفروس (اسپانیایی: Enrique Regüeiferos‎; ۱۵ ژوئیهٔ ۱۹۴۸ – ۲۰ ژوئن ۲۰۰۲) بوکسور اهل کوبا بود.